# Tonga i olympiska spelen
Tonga har deltagit i alla sommar-OS sedan 1984 samt i två vinter-OS (2014 och 2018).
Tonga har tagit en medalj, en silvermedalj i boxning vid OS 1996. Det gör Tonga till den minsta självständiga stat som har vunnit en medalj i OS.

## Medaljer
| Guld | Silver | Brons | Totalt antal medaljer |
| ---- | ------ | ----- | --------------------- |
| 0    | 1      | 0     | 1                     |

| Spel                | Idrottare        | Guld | Silver | Brons | Totalt | Placering |
| Los Angeles 1984    | 7                | 0    | 0      | 0     | 0      | –         |
| Seoul 1988          | 5                | 0    | 0      | 0     | 0      | –         |
| Barcelona 1992      | 5                | 0    | 0      | 0     | 0      | –         |
| Atlanta 1996        | 5                | 0    | 1      | 0     | 1      | 61        |
| Sydney 2000         | 3                | 0    | 0      | 0     | 0      | –         |
| Aten 2004           | 5                | 0    | 0      | 0     | 0      | –         |
| Peking 2008         | 3                | 0    | 0      | 0     | 0      | –         |
| London 2012         | 3                | 0    | 0      | 0     | 0      | –         |
| Rio de Janeiro 2016 | 7                | 0    | 0      | 0     | 0      | –         |
| Tokyo 2020          | 6                | 0    | 0      | 0     | 0      | –         |
| Paris 2024          | 4                | 0    | 0      | 0     | 0      | –         |
| Los Angeles 2028    | framtida tävling |      |        |       |        |           |
| Brisbane 2032       | framtida tävling |      |        |       |        |           |
| Totalt              | Totalt           | 0    | 1      | 0     | 1      | 137       |

| Spel                | Idrottare        | Guld             | Silver           | Brons            | Totalt           | Placering        |
| Sotji 2014          | 1                | 0                | 0                | 0                | 0                | –                |
| Pyeongchang 2018    | 1                | 0                | 0                | 0                | 0                | –                |
| Peking 2022         | deltog inte      | deltog inte      | deltog inte      | deltog inte      | deltog inte      | deltog inte      |
| Milano–Cortina 2026 | framtida tävling | framtida tävling | framtida tävling | framtida tävling | framtida tävling | framtida tävling |
| Totalt              | Totalt           | 0                | 0                | 0                | 0                | –                |

### Medaljer efter sporter
| Sport            | Guld | Silver | Brons | Totalt |
| Boxning          | 0    | 1      | 0     | 1      |
| Totalt (1 sport) | 0    | 1      | 0     | 1      |

## Lista över medaljörer
| Medalj | Namn           | Spel         | Sport   | Gren                             |
| ------ | -------------- | ------------ | ------- | -------------------------------- |
| Silver | Paea Wolfgramm | Atlanta 1996 | Boxning | Herrarnas supertungvikt (+91 kg) |